# باشگاه فوتبال ام‌تی‌کی بوداپست
باشگاه فوتبال ام‌تی‌کی بوداپست یا به اختصار ام‌تی‌کی باشگاه فوتبالی است که در شهر بوداپست در مجارستان است. این تیم در دستهٔ اول فوتبال مجارستان بازی می‌کند.
ام‌تی‌کی یکی از پر افتخارترین باشگاه‌های فوتبال در مجارستان است. این باشگاه ۲۳ بار قهرمان لیگ دسته اول فوتبال مجارستان و ۱۲ بار قهرمان جام حذفی فوتبال مجارستان شده‌است. این تیم همچنین دو بار قهرمان سوپر جام فوتبال مجارستان شده‌است.
در سال ۱۹۵۵ (۱۳۳۴) «ام‌تی‌کی بوداپست» با نام ووروش لوبوگو به عنوان نخستین باشگاه مجارستانی در جام باشگاه‌های اروپا شرکت کرد و در سال ۱۹۶۴ (۱۳۴۳) با شکست در برابر باشگاه فوتبال اسپورتینگ نایب قهرمان جام برندگان جام اروپا شد.